# Barbus atakorensis
 Barbus atakorensis és una espècie de peix cipriniforme de la família dels ciprínids.

## Morfologia
Els mascles poden assolir els 3,6 cm de longitud total.

## Distribució geogràfica
Es troba a Ghana, Benín (riu Oti), Nigèria (riu Kaduna) i Togo (riu Mono).